# 芳本美代子
芳本 美代子（よしもと みよこ、1969年〈昭和44年〉3月18日 - ） は、日本の女優・タレント、歌手、大学教員。大阪芸術大学短期大学部教授。愛称はミッチョン。
山口県宇部市出身。明治大学付属中野高校定時制卒業。
所属事務所はブリスクコーポレーション（マネージメント業務）。歌手活動当時の所属レコード会社はテイチク。

## 略歴

### 生い立ち
1969年3月18日、山口県小野田市（現・山陽小野田市）の病院で三姉妹の次女として誕生する。小学2年生時まで山口県宇部市で育ち、小学3年生から父の転勤により広島市己斐に移る。小学5年生途中時に宇部市に戻る。小野田市立須恵小学校→広島市立己斐小学校→宇部市立上宇部小学校卒業。

### 子供時代
小学生時代は石野真子のファンで、石野真子のような歌手になりたいと思っていた。小学3年生の時、『全日本選抜ちびっこものまね歌合戦!』の広島地区大会に出場。石川さゆりの『津軽海峡・冬景色』、桜田淳子の『しあわせ芝居』を披露し、広島地区で優勝して初めて東京に訪れた。東京で開催された全国大会はチェリッシュが司会で、石野真子の『狼なんか怖くない』を披露した。そこからレコード会社からの勧めもあり、渡辺プロダクションの音楽学院に通うようになる。子供ながらに地元で有名になり、これが「芸能界」を意識した切っ掛けであり、同時に本人はこの時を芸能界デビューと見做している。『ちびっこものまね』に出場して以降、それまで男児のように育てられていた芳本は一変して、綺麗に着飾って広島市八丁堀の音楽学院に毎週連れて行かれるようになった。芳本は「ああ、こういう仕事をすると、良くしてもらえるんだ!」と喜んだ。中学は宇部市立上宇部中学校へ通い、バスケット部に所属した。

### オーディション
中学3年在学中の1983年、KBC九州朝日放送主催のオーディション、第5回福岡音楽祭・新人登竜門ビッグコンテストに応募、本選に進むも無冠に終わる。しかし、テレビ放送を見たテイチクレコードの福岡支社からスカウトされ、山口から福岡の平尾昌晃音楽学院九州校に通う形で歌のレッスンを始める。
テイチクレコードによる周旋もあり、1984年3月に大手芸能事務所の芸映の所属となり、同年8月に上京。高校も明治大学付属中野高校へ転校。当初の3ヶ月は寮にいたが、その後は信濃町のソニー・ミュージックスタジオの裏で一人暮らししていた。なお、デビュー前にニッポン放送のラジオ番組『前略一世風靡セピア』の中で「美代子のハーピット占い」という機械を使ってリスナーの相性占いをするというコーナーを担当していた。

### アイドル時代
1985年3月21日に同じ所属事務所の先輩女性アイドル・石川秀美の妹分として、シングル曲『白いバスケット・シューズ』でアイドル歌手としてデビュー。所属の芸映は岩崎宏美―河合奈保子―石川秀美とトップアイドルを世に送り出してきたが、「歌手専業」という点で一貫していた。芳本もまた歌手一本でのスタートとなったが、社会現象にまでなったおニャン子クラブを始め、斉藤由貴、南野陽子、中山美穂など、超激戦区となった85年デビュー組の中で大健闘を見せた。テイチクレコードの80年代アイドルで、チャートのトップテン入りを果たしたのは芳本だけであったとされる。85年の新人賞レースでは、中山美穂、本田美奈子、松本典子らと激戦を繰り広げた。翌1986年に人気音楽番組『ザ・ベストテン』に『青い靴』と『Auroraの少女』の計2曲がランキング入りした。歌唱力に定評があり、作曲家の筒美京平は当時、「南沙織に通じる高音の伸びの爽やかさを持っており、現在ではそういう声質の人は居ない」と芳本を評していたという。
一方、この頃から飾らない言動や明るくてひょうきんな素顔が知られ始め、ミッチョンというニックネームの響きそのままの元気さと親近感で多くのファンを獲得。『小泉今日子のオールナイトニッポン』では網浜直子と共に「小泉組」のような形で準レギュラー的に出演していたほか、バラエティ番組の常連タレントとなっていく。それを買われて、1987年から一年間、NHKの若者向け音楽番組『ヤングスタジオ101』に月替わりアシスタントとして南野陽子・荻野目洋子と共にレギュラー出演。楽曲面ではバックバンドを従えアイドル歌謡からロック歌謡へと路線変更。久保田利伸作曲の『ヴァニティ・ナイト』や『東京Sickness』がオリコンチャートのトップテン入りするなど並行して歌手活動も地道に続け、CHAGE and ASKAに依頼した2枚のシングルやサザンオールスターズ『海』のカバーなどの作品も発売している。

### 女優として
1990年、ミュージカル『阿国』に出演し、第28回ゴールデン・アロー賞・演劇新人賞を受賞する。これを契機に芸能活動の主体を歌からテレビドラマや舞台に切り替え、数多くの作品に出演する。以来中堅女優としてテレビドラマや舞台などで活躍している。
私生活では1996年、俳優の金山一彦と結婚。その後金山の女性問題（河合美智子との不倫）が元で一時別居状態になるも復縁し、2001年3月19日、第一子となる女児を出産したものの2013年7月に離婚。2016年7月、松井哲也と再婚。
2017年1月末日で、デビュー以来30年以上所属した芸映を退社して独立する。
2009年、劇団アクターズ・マップの旗揚げ舞台公演「宇宙旅館」にて初演出も手がける。
2018年7月26日テレビ朝日『スマートフォンデュ』にて約28年ぶりに歌番組に出演した。
2023年春より大阪芸術大学短期大学部メディア・芸術学科舞台芸術コース教授に就任。
2025年8月24日、デビュー40周年を記念してのライブ、芳本美代子40th Anniversary Live vol.1を東京六本木バードランドにて開催予定。発売初日に完売。9月14日に追加公演を同会場で決定し、発売初日にこちらも完売した。
2025年10月9日、10月10日の2日間、デビュー40周年を記念してのライブ、40th Anniversary【ID85】を同期デビューの網浜直子、松本典子 と東京:座・高円寺2にて開催予定。全日程完売した。

## エピソード
- 風見しんごは小学校の先輩。
- デビュー当初憧れていた芸能人は石野真子、松田聖子、真田広之。
- 若手時代にレコード会社対抗の運動会に出場したが、運動音痴であったため1回出場して以来期待されなくなった[19]。
- 芸能界で一番嬉しかったことは仕事で何度も海外に連れて行ってもらったこと[19]。
- 1980年代、当時は新曲をリリースするサイクルが早かったため歌詞と降り付けを覚えるのに苦労したといい、先行予約を兼ねて販促イベントで日曜日にデパートの屋上でフルコーラス歌うのもプレッシャーとの戦いであった。覚える暇がなかったため会場に来たファンの口元を見て後追いで歌うようなこともあった[19]。
- 1980年代はジャニーズ系のアイドルと共演しただけで女性アイドルは異性のファンから嫉妬されてバッシングを受けることがあったが、芳本は同性のファンばかりだったのでそうした経験はなかった。恋愛を疑われることとも芳本は無縁であった[24]。
- 八重歯がチャームポイントだったが21歳のときに抜いて差し歯にした[14]。

## ディスコグラフィ
- シングルは1985年から1990年までの間に19タイトルが発売され、オリコンチャートでは内5枚がベスト10入りした。最高位は「ヴァニティ・ナイト」の週間5位。

- アルバムは1985年から1989年までの間にオリジナル盤が10枚、ライブ盤が1枚、ベスト盤は1986年-1989年に3枚と2003年に1枚がそれぞれ発売されている。オリコンチャートでは内1枚がベスト10入りした。最高位は「WING」の週間売り上げ10位。
  - テイチク所属の女性アイドルで1970年 - 1980年代にオリコンチャートでシングルベスト10に到達したのは高田みづえと芳本美代子の二人だけ。アルバムチャートでベスト10に到達したのは芳本美代子が唯一である[1]。

- TBSの『ザ・ベストテン』には1986年に2曲計2週チャートインした。最高位は「Auroraの少女」の8位。もう1曲チャートインしたのは「青い靴」の10位[25]。『紅白歌合戦』の出場実績はない。

### シングル
| #  | 発売日          | A/B面 | タイトル                   | 作詞                 | 作曲                 | 編曲               | 最高位 | 規格品番                   |
| -- | --------------- | ----- | -------------------------- | -------------------- | -------------------- | ------------------ | ------ | -------------------------- |
| 1  | 1985年 3月21日  | A面   | 白いバスケット・シューズ   | 松本隆               | 井上大輔             | 井上大輔           | 22位   | RE-667                     |
| 1  | 1985年 3月21日  | B面   | 海辺のテレフォン・ボックス | 松本隆               | 井上大輔             | 井上大輔           | 22位   | RE-667                     |
| 2  | 1985年 6月26日  | A面   | プライベート・レッスン     | 松本隆               | 井上大輔             | 中村哲             | 18位   | RE-676                     |
| 2  | 1985年 6月26日  | B面   | Endless Love Song          | 松本隆               | 宮城伸一郎           | 中村哲             | 18位   | RE-676                     |
| 3  | 1985年 9月11日  | A面   | 雨のハイスクール           | 松本隆               | 財津和夫             | 大村雅朗           | 15位   | RE-678                     |
| 3  | 1985年 9月11日  | B面   | ワンサイデッド・ラヴ       | 松本隆               | 宮城伸一郎           | 佐藤準             | 15位   | RE-678                     |
| 4  | 1985年 12月4日  | A面   | アプリコット・キッス       | 松本隆               | 宮城伸一郎           | 佐藤準             | 16位   | RE-700                     |
| 4  | 1985年 12月4日  | B面   | 16才の場面                 | 竜真知子             | 井上大輔             | 萩田光雄           | 16位   | RE-700                     |
| 5  | 1986年 3月5日   | A面   | 心の扉                     | 松本隆               | 財津和夫             | 萩田光雄           | 12位   | RE-710                     |
| 5  | 1986年 3月5日   | B面   | 哀しみのレイン             | 竜真知子             | 井上大輔             | 萩田光雄           | 12位   | RE-710                     |
| 6  | 1986年 6月4日   | A面   | 青い靴                     | 松本隆               | 筒美京平             | 船山基紀           | 10位   | RE-720                     |
| 6  | 1986年 6月4日   | B面   | 天然色の夏                 | 松本隆               | 筒美京平             | 船山基紀           | 10位   | RE-720                     |
| 7  | 1986年 9月10日  | A面   | Auroraの少女               | 松本隆               | 筒美京平             | 船山基紀           | 8位    | RE-730                     |
| 7  | 1986年 9月10日  | B面   | Feel So Fine               | 松本隆               | 筒美京平             | 船山基紀           | 8位    | RE-730                     |
| 8  | 1986年 12月24日 | A面   | 横顔のフィナーレ           | 松本一起             | 難波弘之             | 大村雅朗           | 8位    | RE-740                     |
| 8  | 1986年 12月24日 | B面   | 悲しきチャーリー           | 森雪之丞             | 八島順一             | 大村雅朗           | 8位    | RE-740                     |
| 9  | 1987年 3月25日  | A面   | ヴァニティ・ナイト         | 戸沢暢美             | 久保田利伸           | 大村雅朗           | 5位    | RE-750                     |
| 9  | 1987年 3月25日  | B面   | シャ・ラ・ラ               | 戸沢暢美             | 山川恵津子           | 山川恵津子         | 5位    | RE-750                     |
| 10 | 1987年 6月24日  | A面   | 東京Sickness               | 戸沢暢美             | 佐藤健               | 山川恵津子         | 7位    | RE-770                     |
| 10 | 1987年 6月24日  | B面   | It's a Wave                | 戸沢暢美             | 佐藤健               | 山川恵津子         | 7位    | RE-770                     |
| 11 | 1987年 9月16日  | A面   | Heroes                     | 戸沢暢美             | 佐藤健               | 大村雅朗           | 12位   | RE-780                     |
| 11 | 1987年 9月16日  | B面   | 綺麗なブロークン・ハート   | 戸沢暢美             | 大村雅朗             | 大村雅朗           | 12位   | RE-780                     |
| 12 | 1987年 12月2日  | A面   | 涙のイヤリング             | 小林和子             | 和泉常寛             | 山川恵津子         | 25位   | RE-801                     |
| 12 | 1987年 12月2日  | B面   | 複雑なセレナーデ           | 森雪之丞             | 井上ヨシマサ         | 矢島賢             | 25位   | RE-801                     |
| 13 | 1988年 3月9日   | A面   | 恋するブランニュー・デー   | 森雪之丞             | 和泉常寛             | 小林信吾           | 27位   | RE-820（EP） 10CH-8（CD）  |
| 13 | 1988年 3月9日   | B面   | ハートのPuzzle             | 森雪之丞             | TRAP                 | 小林信吾           | 27位   | RE-820（EP） 10CH-8（CD）  |
| 14 | 1988年 6月15日  | A面   | センチメンタル・カーニバル | 阿部敏郎             | 阿部敏郎             | 鷺巣詩郎           | 20位   | RE-838（EP） 10CH-18（CD） |
| 14 | 1988年 6月15日  | B面   | 太陽の密会                 | 売野雅勇             | Frankie T.           | 鷺巣詩郎           | 20位   | RE-838（EP） 10CH-18（CD） |
| 15 | 1988年 9月21日  | A面   | サカナ跳ねた               | 飛鳥涼               | 飛鳥涼               | 矢賀部竜成         | 31位   | RE-858（EP） 10CH-29（CD） |
| 15 | 1988年 9月21日  | B面   | 隠したJe táime             | 澤地隆               | CHAGE                | 矢賀部竜成         | 31位   | RE-858（EP） 10CH-29（CD） |
| 16 | 1989年 1月21日  | A面   | 真冬のウサギ               | 澤地隆               | CHAGE                | 矢賀部竜成         | 53位   | RE-879（EP） 10CH-43（CD） |
| 16 | 1989年 1月21日  | B面   | You…                       | 飛鳥涼               | 飛鳥涼               | 矢賀部竜成         | 53位   | RE-879（EP） 10CH-43（CD） |
| 17 | 1989年 7月21日  | 01    | BAD BOY…                   | 田口俊               | S.Kipner A.Goldmark  | S.Kipner S.Lindsey | 85位   | CARC-12                    |
| 17 | 1989年 7月21日  | 02    | Two To The Power of Love   | S.Kipner / P.Beckett | S.Kipner / P.Beckett | S.Kipner S.Lindsey | 85位   | CARC-12                    |
| 18 | 1990年 5月1日   | 01    | 海                         | 桑田佳祐             | 桑田佳祐             | 小林信吾           | 圏外   | TEDA-6                     |
| 18 | 1990年 5月1日   | 02    | The Last Shadow Dance      | 田口俊               | 田口俊               | 亀田誠治           | 圏外   | TEDA-6                     |
| 19 | 1990年 9月21日  | 01    | 愛しのバカヤロー           | 田口俊               | 小林信吾             | 小林信吾           | 圏外   | TEDA-25                    |
| 19 | 1990年 9月21日  | 02    | My (all in all)            | MIYOKO               | 柿原朱美             | 山川恵津子         | 圏外   | TEDA-25                    |

### アルバム
※複数日付はアナログ媒体（LP・カセットテープ） / CDの各発売日。

#### オリジナル・アルバム
- SURF WIND（1985年7月5日/21日）オリコン最高位:25位
- PARADISE PARK（1986年4月1日/21日）オリコン最高位:15位
- MIYOKO WAVE（1986年7月21日） - 12インチ、ミニアルバム
- WING（1986年10月1日）オリコン最高位:10位
- I'm the one（1987年7月21日）オリコン最高位:22位
- YESTERDAY'S（1987年12月16日）オリコン最高位:LP・53位/CD・61位
- Miss Lonely Hearts（1988年10月21日）オリコン最高位:LP・39位/CD・53位
- Starry Night（1988年12月16日） - ピクチャーCD
- Power Of Love（1989年8月1日）
- MY（1990年10月21日）

#### ベスト・アルバム
- Pisces（1986年12月16日）オリコン最高位:23位
- ベストコレクション（1988年3月21日）オリコン最高位:LP・63位/CD・62位
- ORIGINAL SUPER BEST（1989年3月21日） - 2枚組ベスト
- コンプリート・80'sシングルズ（2003年7月24日） - 2枚組ベスト

#### ライブ・アルバム
- ミ・ヨ・コ  Friendship Concert'85（1985年12月4日/16日）オリコン最高位:35位

### その他
- D・LIVE Rock To The Future（1996年6月21日） - 同名ミュージカル1996年初演時の音楽集
- D・LIVE Rock To The Future Complete (完全盤)（1997年1月22日） - 同音楽集Part2
- あしたは元気 〜More Music!〜- みんなのうたより。

### 映像作品
- ミ・ヨ・コ Friendship Concert'85（1985年12月） - ライブ
- EXPLOSION（1986年12月1日） - ライブ
- アース・アーク・芸映フェスティバル　武道館が燃えた!（1987年1月25日） - 当時の芸映プロ所属タレント総出演のチャリティーイベントライブ
- Landing Road（1987年）

- 以下、イメージビデオ
  - ROMANCING（1988年3月25日） - 書籍扱い
  - White Whisper（1990年）
  - VIEW〜不思議ね〜（1992年3月23日）
  - アイドル黄金伝説　芳本美代子（2002年4月26日） - White WhisperのDVD化再発

## 出演

### テレビドラマ（レギュラー出演）
- …ひとりでいいの（1992年1月 - 3月、日本テレビ）
- ウーマンドリーム（1992年10月 - 12月、関西テレビ/フジテレビ） - 大西比呂 役
- ネオドラマ（テレビ朝日）
  - 子供のケンカ!（1993年2月）主演
  - スタイル（1993年6月 - 7月）主演
- お金がない!（1994年7月 - 9月、フジテレビ） - 山岸京子 役
- 愛の劇場 ひよこたちの天使（1996年4月15日 - 1996年5月31日、TBS）主演
- パパはエステティシャン（1997年1月 - 2月、テレビ愛知）
- 木綿のハンカチ2〜ライトウインズ物語（1998年8月29日 - 10月3日、NHK-BS2）
- 愛の劇場 ママまっしぐら!（2000年6月12日 - 7月21日）主演 - 尾崎彩華 役
  - ママまっしぐら!2（2001年12月3日 - 2002年1月25日）
  - ママまっしぐら!3（2002年11月4日 - 12月27日）
- 演技者。 第2弾「TEXAS」（2002年5月 - 6月、フジテレビ） - 遠藤聖子 役
- ワンダフルライフ（2004年4月 - 6月、フジテレビ） - 篠田ミカ 役
- ドラマ30 湯けむりウォーズ〜女将になります〜（2005年4月4日 - 5月27日、CBC/TBS）主演 - 小川富士子 役
- 海猿（2005年7月 - 9月、フジテレビ） - 池澤尚子 役
- あいのうた（2005年10月13日 - 12月、日本テレビ） - 松田葵 役
- 愛の劇場 すてきにコモン!（2006年3月 - 5月）主演 - 桜田美咲 役
- 母親失格（2007年1月 - 3月、東海テレビ/フジテレビ）主演 - 倉本弘美 役
- 同窓会〜ラブ・アゲイン症候群（2010年4月 - 6月、テレビ朝日） - 江川麻美 役
- マルモのおきて（2011年4月 - 6月、フジテレビ） - 白川桜子 役
- ホントウノエガオ（2012年7月29日・10月12日・12月23日、千葉テレビ） - 母 役
- 明日もきっと、おいしいご飯〜銀のスプーン〜（2015年6月 - 7月、東海テレビ） - 鈴井みつ子 役
- 地味にスゴイ! 校閲ガール・河野悦子（2016年10月 - 12月、日本テレビ） - 亀井さやか 役

### テレビドラマ（ゲスト・単発出演）
- 月とスッポン（1986年9月、フジテレビ『月曜ドラマランド』）主演 - 花岡世界 役　※ドラマデビュー作
- 心はロンリー気持ちは「…」VII（1988年5月、フジテレビ） - 中津川かえで 役
- お局さまはハイミス管理職（1989年12月、TBS『月曜ドラマスペシャル』）
- 裸の大将「清とおふくろの味・宮古島編」（1990年3月、関西テレビ『花王名人劇場』） - 由美 役
- 新・部長刑事　アーバンポリス24 第14話「灼熱地獄 女逃亡録」（1990年8月、朝日放送）
- 父と子の詩 スキャンダルを追え!（1991年7月15日、TBS『月曜ドラマスペシャル』）※金山一彦と初共演
- 映画みたいな恋したい（テレビ東京）
  - 13日の金曜日・完結編（1991年11月）
  - ローズマリーの赤ちゃん（1993年4月）
- La cuisine Special『FRIED DRAGON FISH』（1993年3月22日、フジテレビ）主演 - プー・リンウォン 役 ※後に劇場公開
- 極道落ちこぼれ カタギになりたい!（1993年4月、TBS）
- サスペンス明日の13章 第2話「春の乱！新入社員母の会の挑戦」（1993年4月、関西テレビ/フジテレビ）
- ホテルウーマン'94　執念の出産!宿命女の闘い（1994年1月、関西テレビ/フジテレビ）
- 松本清張スペシャル・喪失の儀礼（1994年1月、日本テレビ『火曜サスペンス劇場』） - 由利元道子（ユリー） 役
- 東芝アリーナスペシャル 恋とはどんなものかしら（1994年3月、フジテレビ）
- 妊娠ですよ（1994年10月、関西テレビ/フジテレビ）
- 森村誠一サスペンス 街角の切り花（1994年11月、テレビ朝日『土曜ワイド劇場』） - 秋月正子 役
- 世にも奇妙な物語 冬の特別編「夢のつづき」（1995年1月、フジテレビ）
- 早乙女千春の添乗報告書 金沢湯けむりツアー殺人事件（1995年2月、TBS『月曜ドラマスペシャル』） - 城之内薫 役
- 金田一少年の事件簿 第7・8話「蝋人形城殺人事件」（1995年9月、日本テレビ） - 真木目ひとみ 役
- 殺意を抱く女たち「殺人ツアーへようこそ」（1995年11月、テレビ朝日『土曜ワイド劇場』オムニバススペシャル） - 栗原千恵子 役
- 松本清張スペシャル・留守宅の事件（1996年1月、日本テレビ『火曜サスペンス劇場』） - 高瀬昌子 役
- 世にも奇妙な物語'96聖夜の特別編「恐怖のカラオケ歌合戦」（1996年12月24日、フジテレビ）
- 私を信じて!嵐の夜少女は本当に連続殺人を犯したのか?（1997年12月、テレビ朝日『土曜ワイド劇場』） - 長野真知子 役
- ラスト・イニング（1997年12月29日、NHK-BS2）
- 女医花橋澪子の事件カルテ “復顔”された美女のさけび!（1998年7月、テレビ朝日『土曜ワイド劇場』） - 白鷺凛子 / 安達舞子 役
- 江戸川乱歩傑作選・十字路（1998年9月19日、朝日放送/テレビ朝日『土曜ワイド劇場』） - 沖晴美 役
- 天国に一番近い男 最終話（1999年3月、TBS） - 椎名京子 役
- おばはん刑事!流石姫子2 息子の婚約者に殺人容疑!?（1999年5月8日、テレビ朝日『土曜ワイド劇場』） - 浦部夏海 役
- ダブルカップル探偵・史上最強お騒がせ家族!!（1999年6月、フジテレビ『金曜エンタテインメント』） - 大聖寺沙織 役
- モナリザの微笑 第9話（2000年3月、フジテレビ） - 桐島奈津子 役
- ショカツ 第10話（2000年6月、関西テレビ/フジテレビ） - 吉本智子 役
- アドベンチャー探偵の事件簿 函館カニ食べ放題殺人事件（2000年11月、TBS『月曜ドラマスペシャル』） - 平松薫 役
  - アドベンチャー探偵の事件簿2 米沢牛しゃぶしゃぶ食べ放題殺人事件（2002年5月）
- お祭り弁護士・澤田吾朗（2000年5月6日、テレビ朝日『土曜ワイド劇場』） - 澤田恵 役
  - お祭り弁護士・澤田吾朗2（2002年1月12日）
  - お祭り弁護士・澤田吾朗3（2002年8月31日）
  - お祭り弁護士・澤田吾朗4 長崎ランタン祭り連続殺人事件!（2004年1月24日） - 鬼塚典子 役
- 16週・わずか4ヵ月私はお母さんだった…（2002年3月、フジテレビ『金曜エンタテインメント』）
- 斎藤栄サスペンス 京都羅生門殺人旅情（2002年5月、テレビ東京『水曜ミステリー9』）
- おとり捜査官・北見志穂V 運転する死体（2002年12月7日、テレビ朝日『土曜ワイド劇場』） - 紺野絵里子 役
- メッセージ〜言葉が裏切っていく〜 第5話（2003年2月、読売テレビ/日本テレビ） - 美鈴 役
- 温泉(秘)大作戦 星野さつきの事件簿（2004年2月21日、テレビ朝日『土曜ワイド劇場』） - 中嶋典子 役
- カネボウスペシャル21 冬のひまわり-「彩・生」より-（2004年3月、日本テレビ）
- 火災調査官・紅蓮次郎4（2004年10月9日、テレビ朝日『土曜ワイド劇場』） - 藤島由貴 役
- 恋する京女将 音姫千尋の事件簿2（2004年11月、TBS『月曜ミステリー劇場』）
- ナースマンがゆく 第5話（2004年11月、日本テレビ） - 進藤美恵 役
- カネボウスペシャル21 溺れる人（2005年3月、日本テレビ）
- 刹那に似てせつなく（2005年3月、TBS『水曜プレミア』）
- ウルトラマンマックス 第20話「怪獣漂流」（2005年11月12日、CBC/TBS） - 山口初子 役
- 銀座高級クラブママ青山みゆき 女帝バトル殺人帳簿（2006年9月、テレビ東京『水曜ミステリー9』） - 篠田千鶴 役
- キソウの女III（2006年10月21日、朝日放送/テレビ朝日『土曜ワイド劇場』） - 甲野ゆかり 役
- 北アルプス山岳救助隊・紫門一鬼8 白馬八方尾根・雪どけの叫び（2006年10月29日、テレビ東京『水曜ミステリー9』） - 佐野美智子 役
- 京都南署鑑識ファイル3（2006年11月4日、テレビ朝日『土曜ワイド劇場』） - 凪子 役
- おみやさん第5シリーズ 第3話（2006年11月9日、テレビ朝日） - 川上聡子 役
- 血痕2 警科研・湯川愛子の鑑定ファイル（2007年6月11日、TBS『月曜ゴールデン』）
- ヴォイス〜命なき者の声〜 第5話「見えないスクープ写真」（2009年2月9日、フジテレビ） - 中田朋枝 役
- 赤鼻のセンセイ 第3話「嘘つき娘の母への想い」（2009年7月22日、日本テレビ） - 森村佳美 役
- 奥様は警視総監5（2009年12月11日、フジテレビ『金曜プレステージ』） - 関口敦子 役
- 美食カメラマン 星井裕の事件簿（2010年3月1日、TBS『月曜ゴールデン』） - 金井美智子 役
  - 美食カメラマン星井裕の事件簿2〜京都 源氏物語 華の道の殺人〜（2011年4月25日）
- 世にも奇妙な物語 20周年スペシャル・春 〜人気番組競演編〜「まる子に会える町」（2010年4月4日、フジテレビ）
- 鬼龍院花子の生涯（2010年6月6日、テレビ朝日） - つる 役
- 京都地検の女第6シリーズ 第6話（2010年11月18日、テレビ朝日） - 倉元翔子 役
- 弁護士 朝吹里矢子1（2010年12月10日、フジテレビ『金曜プレステージ』） - 尾形敬子 役
- 最上の命医 最終話（2011年3月14日、テレビ東京） - 菅野千恵理 役
- 湯けむりバスツアー 桜庭さやかの事件簿3（2011年4月18日、TBS『月曜ゴールデン』） - 望月美和子 役
- 遺留捜査 第3話（2011年4月27日、テレビ朝日） - 瀧由利枝 役
- 華和家の四姉妹 第1話（2011年7月10日、TBS） - みどり 役
- 検事・朝日奈耀子11（2011年11月12日、テレビ朝日『土曜ワイド劇場』） - 須田満江 役
- 再捜査刑事・片岡悠介3（2012年3月24日、テレビ朝日『土曜ワイド劇場』） - 須田さとみ 役
- 嘘の証明 犯罪心理分析官・梶原圭子1 赤い十字架は死者のメッセージ!?（2012年5月9日、テレビ東京『水曜ミステリー9』） - 堀口小百合 役
- 温泉若おかみの殺人推理24（2012年8月11日、テレビ朝日『土曜ワイド劇場』） - 古川希 役
- 温泉女将ふたりの事件簿2 日光鬼怒川殺人ライン（2013年1月30日、テレビ東京『水曜ミステリー9』） - 白石聡子 役
- 町医者ジャンボ!! 第4話（2013年7月25日、読売テレビ/日本テレビ） - 松原朱美 役
- 相棒 season12 第18話（2014年3月12日、テレビ朝日） - 伊沢雪美 役
- 新・刑事吉永誠一 第6話（2014年11月21日、テレビ東京） - 黒木好美 役
- 科捜研の女17 第10話「メイクの達人」（テレビ朝日） - 関根えり子 役
- 山本周五郎人情時代劇 第2話「夜の辛夷」（2015年10月13日、BSジャパン） - おはま 役
- ガッタン ガッタン それでもゴー（2015年10月28日、NHK BSプレミアム『地域発ドラマ』） - 伊藤裕美 役
- 警視庁機動捜査隊216V まだ見ぬ夜明け（2015年12月21日、TBS『月曜ゴールデン』） - 古沢佳代 役
- マネーの天使〜あなたのお金、取り戻します!〜 第9話（2016年3月3日、読売テレビ/日本テレビ） - 仲川百合 役
- 警視庁・捜査一課長 最終話（2016年6月23日、テレビ朝日） - 荒井信子 役
- リテイク 時をかける想い第5話（2017年1月7日、東海テレビ「オトナの土ドラ」） - 白づくめの女 役
- アイゾウ 警視庁・心理分析捜査班「奇跡の親子」（2023年3月29日〈予定〉、フジテレビ） - 小寺知世 役[26]

### 映画
- 裏ゴト師（1995年、パル企画）
- FRIED DRAGON FISH（1996年、日本ヘラルド） - プー・リンウォン 役
- ウルトラマンティガ THE FINAL ODYSSEY（2000年、松竹） - 愛憎戦士カミーラ 役
- TRICK 劇場版（2002年、東宝） - 南川悦子 役
- LIMIT OF LOVE 海猿（2005年、東宝） - 池澤尚子 役
- 海の金魚（2010年、ティ・ジョイ）
- 飛べ!ダコタ（2013年、アッシュジャパン） - 篠田和子 役
- コンフィデンスマンJP -ロマンス編-（2019年、東宝）
- 夜明けを信じて。（2020年10月、幸福の科学出版・日活） - 中村由美子 役
- 痴人の愛（2024年、マグネタイズ） - バーのママ 役[27]

#### オリジナルビデオ
- ヒロミくん!全国総番長への道（2011年4月15日、松竹）

### 舞台
- 阿国（1990年初演） - 第28回ゴールデン・アロー賞・演劇新人賞受賞
- 夏の夜の夢（1991年）
- スライス・オブ・サタデーナイト（1992年、アトリエダンカン）
- D・Live Rock To The Future（1996年 - 1997年、劇団新感線）
- 髑髏城の七人（1997年、劇団新感線）
- こどもの一生（1998年、G2プロデュース）
- 検察側の証人（1999年、自転車キンクリートSTORE）
- マクベス（1999年、自転車キンクリートSTORE）
- ピーターパン（2001年 - 2002年、ホリプロダクション）
- ジンジャーブレッド・レディ（2002年 - 2003年、博品館劇場）
- 妄想ラジオ ぴんた&ぽんた（2008年7月、劇団アクターズマップ）
- どんまいマインド（2008年10月 - 11月）
- Live,Love,Drive. 死神の精度（2009年11月）
- 軋み（2011年1月）
- 海街diary（2022年3月30日 - 4月3日 シアターサンモール、4月9日 - 10日 ABCホール）
- STRAYDOG Produce「幸せになるために」（2022年8月3日-7日、東京都「劇」小劇場 / 8月13日・14日、大阪HEP HALL）[28]

### バラエティ番組
- 新型!!スターマガジンSEE-X（フジテレビ、1988年3月24日 ※芳本の特集）[29]
- 象印クイズ ヒントでピント（テレビ朝日、1988年4月 - 12月）
- ヤングスタジオ101（NHK総合）
- ぴーかんテレビ（東海テレビ） - 木曜レギュラー、隔週で夫の金山一彦と共演
- はなまるマーケット（TBS）
- 朝はビタミン!（テレビ東京）
- なるトモ!（読売テレビ）
- LIVE笑ME!!（日本テレビ）
- 気になる!（テレビ朝日）
- トキメキおちゃめ組（テレビ東京）
- 山崎弘士のお昼は天国（KBS京都）
- 2時っチャオ!通販コーナー「これ買っチャオ!」担当（TBS）
- 土曜スペシャル（テレビ東京）

### 生活情報番組
- 芳本美代子のワン・ラブショッピング（2010年10月 - 、全国系列ローカル局、独立U局、BS、CS）

### 通販情報番組
- 野々村真・芳本美代子のフィットライフショッピング（2013年、ローカル局）
- おウチde買いまSHOW

### ラジオ番組
- 鶴光の代打逆転サヨナラ満塁ホームラン 花とおじさん（ニッポン放送、1985年 - 1986年） - 水曜アシスタント
- 青春コール東京ハラギャーテーズ（ニッポン放送、1990年） - 森川由加里、森口博子と共演
- さわやかジョッキー（東海ラジオ、1987年 - 1988年） - プロ野球オフシーズンのみの放送
- 美代子とあなたとラブコール（ラジオ関西）[4]
- MBSヤングタウンキンド館（1988年1月 - 1989年6月）、木曜日（1989年1月 - 1990年4月）、火曜日（1989年10月 - 1990年9月）（MBSラジオ）
- 美代子のThinking of you（FM仙台）[4]
- 美代子の気分はチェリーピンク（FM仙台） - 番組名の「チェリー」とは、スポンサーである日産チェリー店のことであった。
- 芳本美代子の光リアル道（ふくしまFM、2018年7月 - 12月）

### ゲーム
- スーパーヒーロージェネレーション（2014年10月23日発売、PS3、PS Vita） - カミーラ 役[30]

### CM
- グリコ（1985年 - 1987年）
  - クリームコロン
  - アイスの実
  - パナップ
  - サンカッキー
- ペンタックス ズーム105スーパー（1990年）
- アース製薬 セボン（1991年）
- 青汁三昧（2007年 - ）
- AFC 爽快柑

## 書籍

### 写真集
- 芳本美代子ファースト（1985年7月5日初版）
- 『芳本美代子写真集』近代映画社、1986年3月1日。
- 頬杖ついて（1987年3月10日初版）
- Be My Lady（1987年10月24日初版）
- 芳本美代子写真集　It's a beautiful memory（1988年4月5日初版）
- Risky（1989年3月30日初版）
- ESPER（1990年5月3日初版）
- Why not!（1991年5月10日初版）
- 檸檬（1995年10月10日初版）

### エッセイ他
- 『ミッチョン元気印!』近代映画社、1986年7月5日。
- BIGアイドルカセットおしゃべり文庫　芳本美代子（1988年8月8日発行） - 書籍扱い